# Panatoria
Panatoria (łac. Diocesis Panatoriensis) – stolica historycznej diecezji we Cesarstwie rzymskim w prowincji Mauretania Cezarensis, zlikwidowana w VII w. podczas ekspansji islamskiej, współcześnie w północnej Algierii. Obecnie katolickie biskupstwo tytularne. 

## Biskupi tytularni
| Lp. | Biskup                        | Funkcja                                | Od                   | Do               |
| --- | ----------------------------- | -------------------------------------- | -------------------- | ---------------- |
| 1   | James Louis Schad             | biskup pomocniczy Camden (USA)         | 18 października 1966 | 27 marca 2002    |
| 2   | José María de la Torre Martín | biskup pomocniczy Guadalajary (Meksyk) | 19 czerwca 2002      | 31 stycznia 2008 |
| 3   | Hubert Berenbrinker           | biskup pomocniczy Paderborn (Niemcy)   | 19 kwietnia 2008     |                  |